# Episodi di The Drinky Crow Show
La prima stagione della serie animata The Drinky Crow Show, composta da 10 episodi, è stata trasmessa negli Stati Uniti, da Adult Swim, dal 23 novembre 2008 al 25 gennaio 2009.
| nº              | Titolo originale | Prima TV USA     |
| Episodio pilota | Episodio pilota  | Episodio pilota  |
| --------------- | ---------------- | ---------------- |
| 1               | Pilot            | 13 maggio 2007   |
| Prima stagione  |                  |                  |
| 1               | Beer Goggles     | 23 novembre 2008 |
| 2               | Tunnel Girls     | 28 dicembre 2008 |
| 3               | Organs           | 14 dicembre 2008 |
| 4               | Whale Show       | 30 novembre 2008 |
| 5               | Old Girlfriend   | 21 dicembre 2008 |
| 6               | God Of Monkeys   | 7 dicembre 2008  |
| 7               | Elephant Man     | 4 gennaio 2009   |
| 8               | Bar              | 11 gennaio 2009  |
| 9               | Aspire           | 18 gennaio 2009  |
| 10              | Peace            | 25 gennaio 2009  |

## Beer Goggles
- Titolo originale: Beer Goggles
- Diretto da: Matt Danner.
- Scritto da: Eric Kaplan.

### Trama
Corvo Brillo viene scaricato da Phoebe e Zio Gabby lo porta in un bar per farlo distrarre. Nel bar incontrano due anziane signore con le quali iniziano a flirtare e bere, tuttavia Corvo, sentendosi inorridito da loro e depresso per il tradimento, si spara in testa. Zio Gabby lo accompagna in bagno dove gli consiglia di indossare gli "occhiali da sbronza" in grado di far vedere le donne più attraenti e Corvo decide di indossarli, strappandosi via gli occhi. Corvo inizia a vedere il mondo da una prospettiva migliore e mentre continuano ad uscire con le due signore, Zio Gabby lo allontana e trovano un dispositivo con un grande pulsante, il quale si rivelerà essere stato portato 60 miliardi di anni prima da due alieni che sono giunti sulla Terra. Corvo preme il pulsante portando alla distruzione del mondo e facendolo tornare alle sue condizioni originali. Dopo aver litigato con Gabby durante la notte, Corvo incontra una ragazza, tuttavia si rivelerà essere una visione provocata dai suoi "occhiali da sbronza". Stanco delle sue visioni, Gabby distrugge gli occhiali di Corvo rendendolo cieco. Dopo che gli alieni tornano sulla Terra e attirano un masso verso di loro che li fa esplodere, Gabby ritrova gli occhi di Corvo e glieli rende. Corvo torna quindi a bere e deprimersi e mentre cerca nuovamente di spararsi in testa, viene raggiunto da Phoebe che, con gli "occhiali della disperazione", chiede a Corvo di tornare insieme.
- Guest star: Jemaine Clement (primo alieno), Bret McKenzie (secondo alieno).

## Whale Show
- Titolo originale: Whale Show
- Diretto da: Matt Danner.
- Scritto da: Eric Kaplan.

### Trama
Dopo essersi svegliato senza memoria e privo del suo cervello, Corvo Brillo si rende conto di essersi sparato in testa la sera prima e cerca di trovare il suo cervello per ricordarsi cosa è successo. Si reca quindi in un "bar per organi" dove trova il suo cervello e dopo esserselo rimesso, ricorda che il giorno prima si è innamorato di una ragazza che ha incontrato al parco. Si scopre quindi che Corvo ha portato la ragazza al mare e che è stata sbranata da una balena.
- Guest star: Maurice LaMarche.